# Championnat du monde de hockey sur glace 1959
Navigation
Norvège 1958 Suisse 1961
Le vingt-sixième  championnat du monde de hockey sur glace et par la même occasion le trente-septième championnat d'Europe a eu lieu entre le 5 et le 15 mars 1959 en Tchécoslovaquie. Les matchs ont eu lieu dans les villes de Bratislava, Brno, Ostrava, Kladno, Mladá Boleslav, Kolín et Prague.

## Contexte
Quinze équipes sont au rendez-vous pour cette nouvelle édition et donc un championnat B surnommé « Critérium Européen » a lieu entre trois de ces nations (ainsi qu'une équipe B de tchécoslovaques). 
Le tournoi A a consisté en une première phase avec trois poules à l'issue desquelles les deux nations finissant en tête jouent une seconde poule pour la médaille d'or. Pendant ce temps, les équipes finissant troisième et quatrième de chaque poule sont également réunies en une nouvelle poule pour la septième place.
Le tournoi connut un rythme assez soutenu avec aucune nation ne restant sans défaite. Cela fut également la première fois que les deux équipes de hockey d'Allemagne se sont rencontrés au cours d'un championnat du monde.

## Championnat A

### Première phase
La première phase s'est déroulée les 5, 6 et 7 mars. Les deux premiers de chaque groupe se qualifient pour la phase finale, les équipes éliminées jouent la poule de consolation.

#### Groupe A
Les matchs du groupe A ont eu lieu dans la ville de Bratislava.

##### Résultats des matchs
- Tchécoslovaquie 9 — 0 Suisse
- Canada 9 — 0 Pologne
- Canada 23 — 0 Suisse
- Tchécoslovaquie 13 — 1 Pologne
- Suisse 8 — 3 Pologne
- Tchécoslovaquie 2 — 7 Canada

##### Classement
| Place | Équipe          | PJ | V | N | D | BP | BC | Diff | Pts |
| ----- | --------------- | -- | - | - | - | -- | -- | ---- | --- |
| 1     | Canada          | 3  | 3 | 0 | 0 | 39 | 2  | +37  | 6   |
| 2     | Tchécoslovaquie | 3  | 2 | 0 | 1 | 24 | 8  | +16  | 4   |
| 3     | Suisse          | 3  | 1 | 0 | 2 | 8  | 35 | -27  | 2   |
| 4     | Pologne         | 3  | 0 | 0 | 3 | 4  | 30 | -26  | 0   |

#### Groupe B
La ville de Brno a accueilli les matchs du groupe B.

##### Résultats des matchs
- URSS 6 — 1 Allemagne de l'Est
- États-Unis 10 — 3 Norvège
- États-Unis 9 — 2 Allemagne de l'Est
- URSS 13 — 1 Norvège
- Norvège 6 — 3 Allemagne de l'Est
- URSS 5 — 3 États-Unis

##### Classement
| Place | Équipe             | PJ | V | N | D | BP | BC | Diff | Pts |
| ----- | ------------------ | -- | - | - | - | -- | -- | ---- | --- |
| 1     | Union soviétique   | 3  | 3 | 0 | 0 | 24 | 5  | +19  | 6   |
| 2     | États-Unis         | 3  | 2 | 0 | 1 | 22 | 10 | +12  | 4   |
| 3     | Norvège            | 3  | 1 | 0 | 2 | 10 | 26 | -16  | 2   |
| 4     | Allemagne de l'Est | 3  | 0 | 0 | 3 | 6  | 21 | -15  | 0   |

#### Groupe C
Le groupe C a joué ses matchs à Ostrava.

##### Résultats des matchs
- Suède 11 — 0 Italie
- Finlande 5 — 3 Allemagne fédérale
- Allemagne fédérale 7 — 2 Italie
- Suède 4 — 4 Finlande
- Finlande 4 — 5 Italie
- Suède 6 — 1 Allemagne fédérale

##### Classement
| Place | Équipe             | PJ | V | N | D | BP | BC | Diff | Pts |
| ----- | ------------------ | -- | - | - | - | -- | -- | ---- | --- |
| 1     | Suède              | 3  | 2 | 1 | 0 | 21 | 5  | +16  | 5   |
| 2     | Finlande           | 3  | 1 | 1 | 1 | 13 | 12 | +1   | 3   |
| 3     | Allemagne fédérale | 3  | 1 | 0 | 2 | 11 | 13 | -2   | 2   |
| 4     | Italie             | 3  | 1 | 0 | 2 | 7  | 22 | -15  | 2   |

### Tournoi pour la septième place
Il y eut trois matchs par jour entre le 9 et 14 mars et à chaque fois un match a eu lieu à Kladno, un autre à Mladá Boleslav et le dernier à Kolín.

#### Résultats des matchs
| - 9 mars - Allemagne de l'Est 5 — 1 Pologne - Norvège 4 — 4 Suisse - Allemagne fédérale 2 — 2 Italie - 10 mars - Norvège 4 — 3 Italie - Allemagne fédérale 5 — 3 Pologne - Allemagne de l'Est 6 — 2 Suisse - 11 mars - Allemagne fédérale 8 — 0 Allemagne de l'Est - Italie 4 — 1 Suisse - Norvège 4 — 3 Pologne | - 13 mars - Allemagne de l'Est 8 — 6 Italie - Allemagne fédérale 9 — 4 Norvège - Pologne 2 — 1 Suisse - 14 mars - Allemagne fédérale 6 — 0 Suisse - Italie 5 — 2 Pologne - Norvège 4 — 1 Allemagne de l'Est |

#### Classement
| Place | Équipe             | PJ | V | N | D | BP | BC | Diff | Pts |
| ----- | ------------------ | -- | - | - | - | -- | -- | ---- | --- |
| 7     | Allemagne fédérale | 5  | 4 | 1 | 0 | 30 | 9  | +21  | 9   |
| 8     | Norvège            | 5  | 3 | 1 | 1 | 20 | 20 | 0    | 7   |
| 9     | Allemagne de l'Est | 5  | 3 | 0 | 2 | 20 | 21 | -1   | 6   |
| 10    | Italie             | 5  | 2 | 1 | 2 | 20 | 17 | +3   | 5   |
| 11    | Pologne            | 5  | 1 | 0 | 4 | 11 | 20 | -9   | 2   |
| 12    | Suisse             | 5  | 0 | 1 | 4 | 8  | 22 | -14  | 1   |

### Tournoi pour la médaille d'or
Le tournoi pour la médaille d'or s'est joué dans la ville de Prague.

#### Résultats des matchs
| - 9 mars - Canada 6 — 0 Finlande - URSS 5 — 1 États-Unis - Tchécoslovaquie 4 — 1 Suède - 10 mars - Tchécoslovaquie 8 — 2 Finlande - États-Unis 7 — 1 Suède | - 11 mars - États-Unis 10 — 3 Finlande - Canada 3 — 1 URSS - 12 mars - Canada 5 — 0 Suède - Tchécoslovaquie 3 — 4 URSS - 13 mars - Suède 2 — 1 Finlande - Tchécoslovaquie 2 — 4 États-Unis | - 14 mars - Canada 4 — 1 États-Unis - URSS 6 — 1 Finlande - 15 mars - URSS 4 — 2 Suède - Tchécoslovaquie 5 — 3 Canada |

#### Classement
| Place  | Équipe             | PJ | V | N | D | BP | BC | Diff | Pts |
| ------ | ------------------ | -- | - | - | - | -- | -- | ---- | --- |
| Or     | Canada             | 5  | 4 | 0 | 1 | 21 | 7  | +14  | 8   |
| Argent | Union soviétique   | 5  | 4 | 0 | 1 | 20 | 10 | +10  | 8   |
| Bronze | Tchécoslovaquie[A] | 5  | 3 | 0 | 2 | 22 | 14 | +8   | 6   |
| 4      | États-Unis         | 5  | 3 | 0 | 2 | 23 | 15 | +8   | 6   |
| 5      | Suède              | 5  | 1 | 0 | 4 | 6  | 21 | -15  | 2   |
| 6      | Finlande           | 5  | 0 | 0 | 5 | 7  | 32 | -25  | 0   |

### Classement du championnat A
| Place  | Équipe             |
| ------ | ------------------ |
| Or     | Canada             |
| Argent | URSS               |
| bronze | Tchécoslovaquie    |
| 4      | États-Unis         |
| 5      | Suède              |
| 6      | Finlande           |
| 7      | Allemagne fédérale |
| 8      | Norvège            |
| 9      | Allemagne de l'Est |
| 10     | Italie             |
| 11     | Pologne            |
| 12     | Suisse             |

| Place  | Équipe             |
| ------ | ------------------ |
| Or     | URSS               |
| Argent | Tchécoslovaquie    |
| bronze | Suède              |
| 4      | Finlande           |
| 5      | Allemagne fédérale |
| 6      | Norvège            |
| 7      | Allemagne de l'Est |
| 8      | Italie             |
| 9      | Pologne            |
| 10     | Suisse             |

### Effectif vainqueur
| Place | Pays   | Joueurs |
| ----- | ------ | --- |
| 1     | Canada | Gordon Bell, Marv Edwards, Jean-Paul Lamirande, Floyd Crawford, Al Dewsbury, Moe Benoit, Dave Jones, Paul Payette, John McLellan, Wayne Brown, Lou Smrke, Red Berenson, Denis Boucher, George Gosselin, Ike Hildebrand, Pete Conacher, Bart Bradley, Fiori Goegan; Entraîneur : Ike Hildebrand |

## Championnat B
Le "Critérium Européen" a eu lieu dans les villes de Prague et de Plzeň entre le 5 et le 10 mars.

### Résultats des matchs
- Tchécoslovaquie B 3 — 0 Roumanie
- Hongrie 3 — 2 Autriche
- Tchécoslovaquie B 17 — 2 Hongrie
- Roumanie 5 — 2 Autriche
- Tchécoslovaquie B 7 — 1 Autriche
- Roumanie 7 — 2 Hongrie

### Classement
| Place | Équipe               | PJ | V | N | D | BP | BC | Diff | Pts |
| ----- | -------------------- | -- | - | - | - | -- | -- | ---- | --- |
| X     | Tchécoslovaquie B[B] | 3  | 3 | 0 | 0 | 27 | 3  | +24  | 6   |
| 1     | Roumanie             | 3  | 2 | 0 | 1 | 12 | 7  | +5   | 4   |
| 2     | Hongrie              | 3  | 1 | 0 | 2 | 7  | 26 | -19  | 2   |
| 3     | Autriche             | 3  | 0 | 0 | 3 | 5  | 15 | -10  | 0   |

Même si les tchécoslovaques finissent à la première place, étant donné qu'il s'agissait d'une équipe B, les roumains sont sacrés champions du championnat B.